# Wilhelm Maurenbrecher

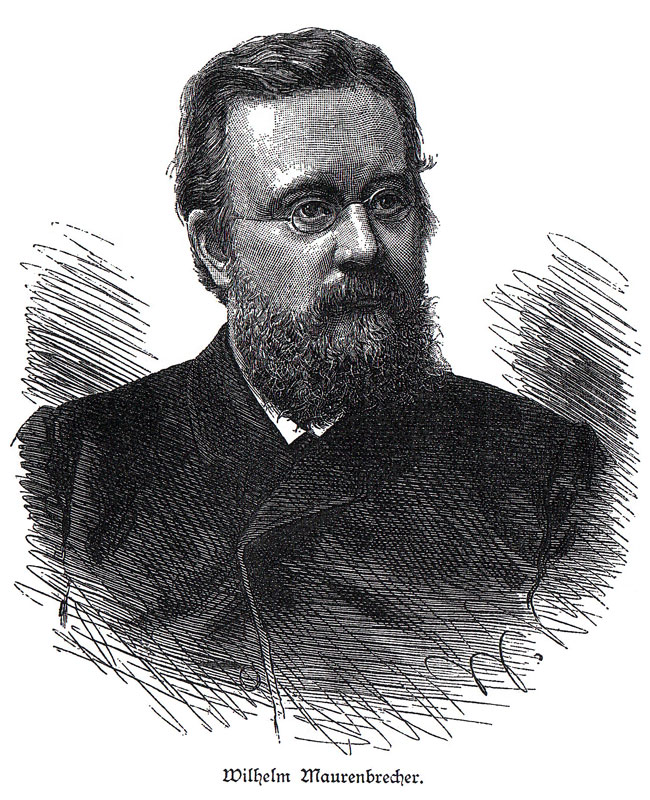
Wilhelm Maurenbrecher (1886)

Karl Peter Wilhelm Maurenbrecher (* 21. Dezember 1838 in Bonn; † 6. November 1892 in Leipzig) war ein deutscher Historiker. Er gehörte im 19. Jahrhundert zu den bedeutendsten Forschern auf dem Gebiet der Reformationsgeschichte.

## Leben
Maurenbrecher entstammt dem alten Düsseldorfer Postmeistergeschlecht der Maurenbrecher. Er war der Sohn des Rechtsgelehrten Romeo Maurenbrecher und seiner Frau Alwine, geb. Rittershausen. Ein Cousin väterlicherseits war der linksliberale Politiker und Publizist Eugen Richter.
Maurenbrecher studierte in Bonn (hauptsächlich bei Albrecht Ritschl und Heinrich von Sybel), in München (bei Heinrich von Sybel und Bernhard Windscheid) und in Berlin, wo sein bedeutendster Lehrer Leopold von Ranke war. Er studierte auch bei Siegfried Hirsch. Maurenbrecher promovierte 1861 in Bonn bei von Sybel, bei dem er 1862 auch habilitierte. Er war Geschichtsprofessor in Dorpat von 1867 bis 1869, in Königsberg von 1869 bis 1876 sowie in Bonn (1877–1884) und Leipzig (1884–1892). In Königsberg war er ab 1873 mit dem Weggang von Karl Wilhelm Nitzsch nach Berlin alleiniger Direktor des historischen Seminars. In Bonn hatte er ab 1877 diese Funktion inne. Ab 1884 war er Direktor des historischen Seminars in Leipzig. Sein Schwerpunkt lag auf der Geschichte der Reformation und der Glaubenskämpfe. Dennoch arbeitete er auch auf dem Gebiet der Geschichte des Mittelalters und der Geschichte des 19. Jahrhunderts ab der Zeit der Befreiungskriege. 1885 wurde er zum ordentlichen Mitglied der Königlich Sächsischen Gesellschaft der Wissenschaften gewählt.
Maurenbrecher war uneingeschränkter Anhänger von Otto von Bismarck. An der Führungsrolle Preußens gab es für ihn keine Zweifel. Seine Vorträge im Leipziger Kaufmännischen Verein, die 1892 als Sammelband herauskamen, sind hierfür beredtes Zeugnis. Im Jahr 1879 befand sich unter seinen Bonner Studenten auch der Kronprinz und spätere Deutsche Kaiser Wilhelm II. Auf dessen Geschichtsbild übte er prägenden Einfluss aus. Seit 1889 stand Maurenbrecher in Berufungsverhandlungen mit der Berliner Friedrich-Wilhelms-Universität. Doch kam diese trotz des Wohlwollens von Karl Friedrich von Gerber und Friedrich Althoff durch den vehementen Widerstand von Heinrich von Treitschke nicht zustande. Maurenbrecher bekam den preußischen Roten Adlerorden IV. und III. Klasse verliehen. Er war Mitglied der Königlich-Sächsischen Gesellschaft für Wissenschaften zu Leipzig und der Societas Jablonoviana.
Er wurde im Ehrengrab der Universität Leipzig in der V. Abteilung des Neuen Johannisfriedhofs beerdigt.

## Familie
Maurenbrecher war verheiratet mit seiner Cousine Mary Maurenbrecher und hatte vier Söhne: den Altphilologen Berthold Maurenbrecher, den Schauspieler Wilhelm Maurenbrecher, den Intendanten Otto Maurenbrecher und den Theologen Max Maurenbrecher. Der Liedermacher Manfred Maurenbrecher ist sein Urenkel.

## Wirken
Maurenbrecher wollte ursprünglich das Zeitalter Philipps II. von Spanien, das der eigentlichen Gegenreformation, erforschen. Zunehmend kam er durch seine Studien im spanischen Simancas und anderen Archiven wie Madrid und Wien zu der Erkenntnis, dass die Gegenreformation in den katholischen Reformbestrebungen Vorläufer hat. Er erkannte, dass trotz der gegensätzlichen Zielrichtung von erasmianischer (humanistischer) Reformation, lutherischer Reformation, „katholischer Reformation“ wie schließlich der Gegenreformation deren gemeinsame Wurzel in der Reformbedürftigkeit der spätmittelalterlichen Kirchenverfassung lag. Diese Sichtweise, dargelegt in seiner 1880 erschienenen Geschichte der katholischen Reformation, erregte in einer Zeit, in der – auch in der Geschichtsschreibung – die konfessionelle Abgrenzung als Norm galt, Widerspruch: katholischerseits von Alfons Bellesheim und Franz Dittrich, protestantischerseits von August Ebrard und Hermann Baumgarten. Hermann Baumgarten, Ludwig von Pastor und – später – Hubert Jedin kritisierten seinen Begriff „katholische Reformation“, da das Wort „Reformation“ durch die lutherische Bewegung terminologisch besetzt sei. Sie plädierten dafür, von „katholischer Restauration“ (Pastor) zu sprechen oder „katholischer Reform“ (Jedin, wie zuvor schon Baumgarten). Der Begriff Gegenreformation setzte sich mit Moriz Ritter durch. Die Gegenreformation allerdings, die im Zuge des Konzils von Trient einsetzte, meint aber das schrittweise, auch gewaltsame Zurückdrängen des Protestantismus in den protestantischen und zum Teil katholischen Territorien durch den Katholizismus. Dass aber die Reformbewegungen hier ihren Ursprung haben, bleibt unbestritten. Maurenbrecher sah bei der Ausbreitung der der lutherischen Bewegung entgegengerichteten Bewegung die Rolle der spanischen Tradition und damit das Kaisertum Karl V. und Ferdinand I. wie des spanischen Königtums unter Philipp II. als vorrangig bedeutend an. Pastor hingegen anerkennt zwar den Ursprung dieser Bewegung in Spanien, sieht aber bei der Ausbreitung eher die italienischen Kräfte, und damit das Papsttum und die römisch-katholische Kirche als die wichtigeren Träger der Gegenreformation an. Über die Zeit der eigentlichen Gegenreformation insbesondere Philipps II. von Spanien verfasste Maurenbrecher einige Aufsätze. Seine wesentliche Quellengrundlage blieben auch hierbei seine Abschriften aus dem Archiv von Simancas. Sein Schüler Walter Goetz gab eine Edition im 5. Band in den Beiträgen zur Reichsgeschichte (Band 1–3 August von Druffel, Band 4 Karl Brandi, Band 5 Walter Goetz) heraus, wo diese Abschriften verwendet werden. Die Abschriften sind zu einem großen Teil erhalten geblieben und befinden sich in der Handschriftenabteilung der Universitätsbibliothek Leipzig. Zu diesem Nachlass gibt es auch einen Kommentar. Maurenbrecher traf in Simancas mit Gustav Adolf Bergenroth zusammen.
Durch seine Ausbildung in Berlin bei Leopold von Ranke und Heinrich von Sybel in München und Bonn geprägt, war er stets bemüht, seinen historischen Gegenstand möglichst objektiv, das heißt hier im Verständnis der so genannte preußischen Schule, auf der Grundlage von Quellenkritik und Quelleninterpretation zu bearbeiten. Seine Geschichtsschreibung war vorrangig politische Geschichte, die nach seiner Auffassung auch die Vorrangige sein sollte. Auf dieser Grundlage kam er zu einem durchaus anders gearteten Verständnis dafür, wie der Reformation und damit Luther zu begegnen ist, wie auch des Protestantismus und damit Kurfürst Moritz von Sachsen. Bislang sah man Luther und die Reformation in der Regel von einem dogmatisch-theologischen Standpunkt aus, von dem man das Luthertum oder besser gesagt den Protestantismus generell bejaht oder verneint wie im Katholizismus. Ebenso verhält es sich mit Moritz von Sachsen, der allerdings auch aus solchen Erwägungen von Teilen der protestantischen wie auch der katholischen Geschichtsschreibung abgelehnt wird. Maurenbrecher geht es im Unterschied zu vielen Historikern sowohl aus dem protestantischen als auch katholischen Spektrum nicht um das Bedienen politischer, kirchlicher oder theologischer Interessengruppen, sondern um historisch begründete Tatsachen. In seiner Geschichtsauffassung stand er Leopold von Ranke näher als Heinrich von Sybel und Heinrich von Treitschke. Sowohl was Martin Luther und die Reformation als auch Kurfürst Moritz von Sachsen betrifft, lieferte er Ansätze, die den Beginn der Auflösung eines dogmatisch-theologischen Geschichtsbildes zugunsten einer historischen Sichtweise auf der Grundlage der überlieferten Quellen bedeuten. Seiner Zeit, die durch konfessionelle Auseinandersetzungen geprägt war, ging er damit weit voraus. Daran änderte nichts, dass er hierbei von Zeitgenossen, bis auf Ausnahmen wie zum Beispiel Georg Voigt für Moritz von Sachsen, wenig berücksichtigt und später geradezu vergessen wurde.
Zudem befasste er sich mit Themen zur Geschichte des 19. Jahrhunderts. Das äußerte sich nicht nur in der Geschichte der Gründung des Deutschen Reiches beziehungsweise in dem Band zur preußischen Kirchenpolitik und dem damit verbundenen Kölner Kirchenstreit, sondern auch in seinen quellenkritischen Kommentaren zu den Memoiren von Theodor von Schön, die u. a. in der Allgemeinen Deutschen Biographie als auch in „Die Grenzboten“ erschienen.

## Hauptwerke
- Karl V. und die deutschen Protestanten 1245–1555. Julius Buddeus, Düsseldorf 1865 (530 S.; Scan in der Google-Buchsuche).
- England im Reformationszeitalter. Düsseldorf 1866 (138 S.; Scan in der Google-Buchsuche[7]).
- Studien und Skizzen zur Geschichte der Reformationszeit. Fr. Wilh. Grunow, Leipzig 1874 (349 S; eingeschränkte Vorschau in der Google-Buchsuche).
- Geschichte der katholischen Reformation. Band I. Nördlingen 1880.
- Die preußische Kirchenpolitik und der Kölner Kirchenstreit. Stuttgart 1881.
- Geschichte der deutschen Königswahlen. Leipzig 1889.
- Geschichte der Gründung des Deutschen Reiches 1859–1870. Leipzig 1892.